# Etiopská občanská válka (2018)
Etiopská občanská válka je probíhající ozbrojený konflikt v dnešní Etiopii mezi legitimní vládou, povstalci a islamisty aš-Šabábu s přispěním sousedních států Eritreje a Súdánu, v případě Súdánu pouze vojenské střety v pohraničí. Konflikt trvá od roku 2018 do současnosti. Konflikt byl vyvolán napětím mezi etniky v zemi poté, co byla rozpuštěna multi-etnická politická koalice Etiopské lidová revoluční demokratické fronty. Po celé Etiopii se rozhořelo násilí ze strany etnických politických frakcí vůči vojákům i civilistům. V listopadu 2020 postoupil konflikt do další fáze, když ve státě Tigraj vypukla válka mezi federativní a regionální vládou, na to vstoupily do Tigraje ozbrojené síly Etiopie a Eritreje a dobyly hlavní město Mekele.